# L'Affaire Nina B.

L'Affaire Nina B. (titre allemand : Affäre Nina B) est un film franco-allemand réalisé par Robert Siodmak, sorti en 1961.

## Synopsis
Michel Berrera, un riche aventurier dont les affaires chancellent, tente de les redresser par le chantage, grâce à des documents récupérés en Allemagne de l'Est, attestant du passé nazi de certains politiciens. Ces derniers parviennent à envoyer Berrera en prison pour fraude fiscale, mais il réussit à sortir de prison. Par vengeance il manipule tout son entourage, hommes d'affaires, chauffeur, sa femme et son avocat qui le trahira, ce qui causera finalement sa perte lors d'un procès retentissant.

## Fiche technique
- Titre original : Affäre Nina B
- Réalisation : Robert Siodmak
- Scénario : D'après le roman de Johannes Mario Simmel
- Adaptation : Roger Nimier, Robert Siodmak
- Dialogue : Roger Nimier
- Assistant réalisateur : Ulrich Picard
- Images : Michel Kelber
- Opérateur : Vladimir Ivanov, assisté de Roger Gleize et Marcel Gilot
- Musique : Georges Delerue (éditions Impéria)
- Décors : Jean d'Eaubonne, assisté de Raymond Gabutti
- Son : Antoine Petitjean
- Perchman : Jacques Bissières
- Recorder : Fernand Janisse
- Photographe de plateau : Marcel Dole
- Secrétaire : Odette Laeuplée
- Comptable : Maurice Otte
- Montage : Henri Taverna, assisté de Arlette Lalande
- Maquillage : Yvonne Fortuna
- Ensemblier : Maurice Barnathan
- Régisseur : André Retbi
- Script-girl : Alice Ziller
- Adjointe au directeur de production : Jacqueline Dudilleux
- Producteur délégué : Serge Silberman
- Administrateur : Robert Demollière
- Directeur de production : Henri Baum
- Production : Ciné Alliance, Filmsonor
- Distribution : Cinédis
- Pays d'origine :  Allemagne de l'Ouest /  France
- Son : Western Electric et Société Optiphone
- Laboratoire Franay L.T.C St-Cloud
- Ameublement ménager de la société AMIRAC
- Les robes de N. Tiller sont de Jacques Heim
- Bijoux de Gaucherand - Coiffures Alexandre - Fourrures créées et exécutées par André Ciganer
- Tournage dans les studios de Boulogne
- Générique : Jean Fouchet
- Durée : 104 minutes
- Genre : Drame
- Visa : 24.083
- Date de sortie : 7 juin 1961

## Distribution
- Nadja Tiller : Nina Berrera, la femme de Michel ;
- Pierre Brasseur : Michel Berrera, le riche aventurier ;
- Walter Giller : Antoine Holden, le chauffeur de Michel - doublé par Serge Sauvion
- Charles Régnier : Schwerdtfeger, un ancien tortionnaire ;
- Hubert Deschamps : Romberg, le journaliste ;
- Jacques Dacqmine : Maître Tzorn, l’avocat de Michel ;
- Maria Meriko : Mila, la domestique ;
- Dominique Dandrieux : la petite Micky Romberg ;
- Laure Paillette : une domestique ;
- André Certes : Falkenberg, un ancien tortionnaire ;
- Nicolas Vogel : Von Knapp, un ancien tortionnaire ;
- Ellen Bernsen : la secrétaire de Schwerdtfeger ;
- Marie Mergey : l’infirmière ;
- Guy Decomble : Lofting, le juge d’instruction ;
- Philippe Forquet : Peter, le fils de Schwerdtfeger ;
- Etienne Bierry : Dietrich, l’intermédiaire ;
- José Luis de Vilallonga : Kurt von Reuder, un amant de Nina ;
- Robert Le Béal : un homme aux condoléances ;
- André Dalibert : l’ordonnateur aux condoléances ;
- Louisette Rousseau : une femme au moment de la disparition de la petite ;
- Lud Germain : un Africain lors de la conférence ;
- Marcel Rouzé : l’homme qui cherche la petite fille ;
- Jean Franval : un homme à la réunion avec les Africains ;
- Pierre Collet : le commissaire ;
- Henri Poirier : un homme à la réunion avec les Africains ;
- Jacques Bertrand : l’homme qui rosse Antoine ;
- Aimé de March : le barman du réveillon.
- Jacques Mareuil